# ГЕС Ренгалі
ГЕС Ренгалі — гідроелектростанція на сході центральної частини Індії у штаті Одіша. Використовує ресурс із річки Брахмані, яка тече з плато Чхота-Нагпур (відділяє Індо-Гангську рівнину на півночі від Деканского плато на півдні) та впадає в Бенгальську затоку трохи менш ніж за три сотні кілометрів на південний захід від Колкати, утворюючи спільну дельту з Маханаді.
В межах проекту річку перекрили комбінованою мурованою та бетонною греблею висотою 71 метр та довжиною 1040 метрів, яка потребувала 789 тис. м3 матеріалу. Вона утримує водосховище з площею поверхні 378 км2 (у випадку повені — до 414 км2) та об'ємом 5,15 млрд млн м3 (корисний об'єм 4,4 млрд м3), в якому припустиме коливання рівня поверхні в операційному режимі між позначками 110 та 124 метри НРМ (при повені — до 125 метрів НРМ).
У пригреблевому машинному залі встановили п'ять турбін типу Каплан потужністю по 50 МВт. Вони працюють при напорі від 28 до 46,5 метра, при цьому у першій половині 2010-х річне виробництво коливалось від 540 до 928 млн кВт-год електроенергії.
Видача продукції відбувається по ЛЕП, розрахованій на роботу під напругою 220 кВ.
Окрім виробництва електроенергії, гідрокомплекс забезпечує зрошення 270 тисяч гектарів земель та захист від повеней території розміром 2600 км2.